# Thomas Lautsch
Thomas Lautsch (* 1961) ist ein deutscher Bergingenieur. Er gehört zur Leitung der 2016 gegründeten Bundesgesellschaft für Endlagerung.

## Leben
Lautsch, der aus einer Bergmannsfamilie stammt, erhielt auf der Zeche Westerholt seine Berufsausbildung. Danach studierte er an der Rheinisch-Westfälischen Technischen Hochschule Aachen, erhielt den Abschluss als Diplom-Ingenieur für Bergbau und wurde dort im Jahre 2004 zum Dr.-Ing. promoviert. Das Thema seiner Dissertation lautete Optimierung von Mehrfachstrecken-Vorrichtungsbetrieben. Abschätzung von technischen und organisatorischen Maßnahmen mit Hilfe eines Rechenmodells. 
Beruflich war Thomas Lautsch zunächst als Grubenbetriebsführer in Westerholt tätig. Er arbeitete auch auf verschiedenen anderen Bergwerken, darunter Auguste-Victoria in Marl, General Blumenthal in Recklinghausen und Ewald Fortsetzung in Oer-Erkenschwick. Von 1990 bis 1998 lebte er in Herten, danach ging er mit Familie in die USA nach West-Virginia, später nach Pennsylvania, um dort als Bergingenieur zu arbeiten. Im Anschluss daran wechselte er nach Australien.
2004 kehrte Thomas Lautsch nach Deutschland zurück, um als Geschäftsführer der KSL Kupferschiefer Lausitz GmbH tätig zu werden. Er wurde 2014 Geschäftsführer der Deutschen Gesellschaft zum Bau und Betrieb von Endlagern für Abfallstoffe (DBE). Zum 1. September 2017 erfolgte seine Berufung zum technischen Geschäftsführer der Bundesgesellschaft für Endlagerung.